# Liyou Libsekal
Liyou Libsekal (sinh năm 1990) là một nhà thơ và là một nhà văn người Ethiopia. Những bài thơ của cô đã được giới thiệu trong tập thơ Châu Phi thế hệ mới của Quỹ Thơ ca Châu Phi vào năm 2015. Cô là người đã giành chiến thắng giải thưởng thơ ca châu Phi năm 2014 của Đại học Brunel.

## Tiểu sử
Liyou Mesfin Libsekal đã dành cả thời thiếu niên của mình sống vòng quanh khu vực Đông Phi cùng với gia đình của cô trước khi cô quay trở về lại Ethiopia vào năm 2005.
Sau đó cô chuyển đến sống tại Hoa Kỳ để đăng kí nhập học tại Đại học George Washington, là nơi cô đã nhận được bằng cử nhân nghệ thuật (BA) ở lĩnh vực nhân loại học vào năm 2012. Cô đã quay trở về châu Phi sau khi sinh sống tại Việt Nam trong một thời gian ngắn.
Thơ của Liyou thường đề cập về các chủ đề như gia đình, bản sắc văn hoá và sự thay đổi. Chapbook của Liyou Bearing Heavy Things, đã được đưa vào tập thơ Châu Phi thế hệ mới của Quỹ Thơ ca Châu Phi.
Các tác phẩm đã được đưa vào của cô gồm Missing Slate Magazine, Badilisha Poetry và Cordite Poetry Review. Libsekal là người giành chiến thắng giải thưởng thơ ca châu Phi năm 2014 của Đại học Brunel.
Libsekal sống tại Addis Ababa ở Ethiopia. Cô viết về văn hoá Ethiopia với Ethiopian Business Review.